# Einar Cohn
Einar Cohn, född 25 juli 1885, död 9 juni 1969, var en dansk nationalekonom.
Cohn var redaktör för Nationalœkonomisk Tidsskrift 1914–1929. Cohn anlitades ofta av danska staten för administrativa uppdrag och intog en ledande ställning under krigsårens livsmedelsransonering. Vid den ekonomiska världskongressen 1927 tjänstgjorde Cohn som expert. Cohn utgav Danmark under den store Krig (1928).